# Воздвиженське (Україна)
Воздви́женське — село в Україні, у Ямпільській селищній громаді Шосткинського району Сумської області. Населення становить близько 300 осіб. До 2020 орган місцевого самоврядування — Воздвиженська сільська рада.

## Географія
Село Воздвиженське знаходиться на одному з витоків річки Шостка. На відстані до 1,5 км розташовані села Рождественське, Грем'ячка, Говорунове і Сороковий Клин.
Село розташоване за 18 км від центру громади і за 12 км від залізничної станції Янпіль.

## Історія
Село засноване у 1815 році.

Сільський будинок культури

Одержавши в 1882 році в дарунок від батька хутір Воздвиженський Микола Неплюєв (1851—1908) вирішив створити тут локальну модель довершеного суспільства. Спочатку він влаштував сирітський притулок, згодом, у 1885 р. відкрив чоловічу сільськогосподарську школу, а у 1891 р. — жіночу — Преображенську. Всі діти навчалися безкоштовно.
У 1889 р., після першого випуску сільськогосподарської школи, М. М. Неплюєв, з її випускників засновує общину — «Перше трудове братство».
У 1893 р. було затверджено «Устав Православного Хрестовоздвиженського Трудового Братства». У 1894 р. указом Олександра ІІІ, Братство отримало офіційний статус і права юридичної особи, а у 1895 відбулося його урочисте відкриття. Жителі Братства об'єднувалися за видами діяльності в «братські сім'ї»: сім'я вчителів, землеробів.
У 1901 р. М. М. Неплюєв передав Трудовому Братству все своє майно — 16435 десятин землі з лісом, будівлями і двома винокуренними, цукровим, ливарно-механічним і цегельним заводами, коптильнею, двома лісопилками.
На кошти Неплюєва були побудовані Хресто — Воздвиженська церква, лікарня. Він поклав початок садівництву та виноробству в селі. І сьогодні гордістю Воздвиженського є фруктовий сад загальною площею 300 га, заснований у 1905 році. В ньому нараховується 26 високоякісних сортів яблук, над створенням яких свого часу працював уродженець цих місць — вчений — селекціонер, академік С. С. Черненко.
Воздвиженський парк — парк-пам'ятка садово-паркового мистецтва, закладений у кінці XIX століття, але жителі стверджують, що йому близько 300 років. Колись на цьому місці були ліси. Щоб зайняти землі під оранку їх зрубали і спалили, залишивши частину дерев, які оточували село.
У 1919 році Братство було перетворене на комуну. У 1924 році було створено сільськогосподарську артіль ім. Жовтневої революції на чолі з Кожем'яченком Сергієм Мойсейовичем, а в 1933 році — колгосп ім. Жовтневої революції на чолі з Черненком Григорієм Андрійовичем. З 1924 до 1979 року на базі сільгосп шкіл Братства працював сільськогосподарський технікум.
12 червня 2020 року, відповідно до розпорядження Кабінету Міністрів України № 723-р «Про визначення адміністративних центрів та затвердження територій територіальних громад Сумської області», село увійшло до складу Ямпільської селищної громади.
19 липня 2020 року, в результаті адміністративно-територіальної реформи та ліквідації Ямпільського району, село увійшло до складу новоутвореного Шосткинського району.

#### Російське вторгнення в Україну (з 2022)
15 квітня 2024 року російські військові завдали удари по селищу Воздвиженське Ямпільської громади. Внаслідок обстрілу було знищено приміщення ферми та пошкоджено 16 будинків місцевих жителів.

## Населення
Згідно з переписом УРСР 1989 року чисельність наявного населення села становила 1045 осіб, з яких 462 чоловіки та 583 жінки.
За переписом населення України 2001 року в селі мешкало 813 осіб.

### Мова
Розподіл населення за рідною мовою за даними перепису 2001 року:
| Мова       | Відсоток |
| ---------- | -------- |
| українська | 33,01 %  |
| російська  | 60,75 %  |
| болгарська | 0,12 %   |

## Сьогодення
В селі діє навчально-виховний заклад ЗОШ І-ІІІ ст, дитсадок, відділення зв'язку, Хресто — Воздвиженська церква, сільський клуб, бібліотека, приватні магазини.
З 1991 року відроджено проведення обрядового свята Івана Купала, яке стало традиційним і збирає шанувальників фольклору зі всього району.

## Відомі люди
- Микола Неплюєв (1851—1908 рр.) — богослов, громадський діяч, фундатор Хрестовоздвиженського трудового братства.
- Сениця Павло Іванович (1879—1960 рр.) — український композитор, вихователь Воздвиженської школи, член братства.
- Федоренко Павло Костянтинович (1880—1962 рр.) — український історик, член Трудового братства.
- Черненко Семен Федорович (1877—1974 рр.) — селекціонер автор 45 сортів яблунь і груш, Герой Соціалістичної праці, кавалер ордена Леніна.
- Фурсей Микола Андрійович (1897—1942 рр.) — художник–графік, ілюстратор державного видавництва СРСР.
- Куліш Іван Хомич (1873—1963 рр.) — учитель, літератор, депутат Верховної ради УРСР.
- Четвериков Сергій Іванович (1867—1947 рр.) — священик Трудового братства, копелан Російського християнського руху в західній Європі, богослов, духовний письменник.
- Костюченко Петро Андрійович (1901—1943 рр.) — вихователь братства, український вчений, ґрунтознавець.
- Дімарова Євдокія Несторівна (1924 р.) — вчений літератор.
- Желтков Іван Федорович (1898—1948) — голова колгоспу імені Жовтневої революції села Воздвиженки Ямпільського району Сумської області. Депутат Верховної Ради УРСР 2-го скликання.
- Банник Анатолій Олександрович (1921—2013) — український шахіст, п'ятиразовий чемпіон України.

## Загиблі уросійсько-українській війні
- Ахтирка Ігор Вікторович  — український військовик, учасник російсько-української війни[7].
- Соломко Микола Миколайович - під час виконання бойового завдання неподалік від селища Водяне Донецької області[8]

## Пам'ять
У селі Воздвиженське зберігся будинок, де жив Іваненко Микола Миколайович — праведник Калузького монастиря, якого поховано у 1812 на братському кладовищі. Для збереження спадщини М. М. Неплюєва у селі Воздвиженське створено історико — меморіальний музей «Трудове Братство М. М. Неплюєва» (2000).